# Przedmiot podatku
Przedmiot podatku - przedmiotem podatku jest to, od czego podatek jest płacony. Inaczej można również definiować go jako stan faktyczny (np. uzyskanie dochodu) lub prawny (np. przyjęcie spadku) z wystąpieniem którego ustawa podatkowa łączy obowiązek podatkowy.
Przedmiot podatku znajduje zazwyczaj swój wyraz w nazwie podatku, ta zaś - w tytule ustawy wprowadzającej w życie ten podatek.
Przedmiot podatku stanowi jeden z elementów konstrukcji prawnej podatku, który zgodnie z przepisami Konstytucji RP powinien być uregulowany w drodze ustawy.